# 桥本国彦
桥本 国彦（1904年9月14日—1949年5月6日），是日本作曲家、小提琴家、指挥家和音乐教育家，出生于东京都的本乡。1923年入东京音乐学校学习小提琴和指挥，作曲则很大程度上是自学。1933年起在母校担任教授，作为音乐教育家，桥本国彦的学生包括了众多20世纪最重要的日本作曲家，如黛敏郎、芥川也寸志、团伊玖磨等。1934年到1937年，桥本国彦被日本文部省派赴维也纳，随埃贡·韦勒斯学习，回国前曾逗留洛杉矶，又随勋伯格学习。桥本国彦是20世纪上半叶日本最重要的作曲家之一，有为数不少的管弦乐（包括两部交响曲）、钢琴曲、舞台音乐以及歌曲作品。1949年在镰仓病逝。